# Amering
Amering is een plaats en voormalige gemeente in de Oostenrijkse deelstaat Stiermarken.
Amering telt 1020 inwoners.

## Geschiedenis
Amering maakte deel uit van het district Judenburg tot dit op 1 januari fuseerde met het district Knittelfeld tot het huidige district Murtal. Op diezelfde dag werd Amering opgenomen in de gemeente Obdach.